# D〜欧州蜃気楼〜
『D〜欧州蜃気楼〜』（ディー おうしゅうしんきろう）は、ウルフ・チームから1990年に発売された第二次世界大戦のヨーロッパ戦線を舞台にしたボードゲームタイプの戦略ウォー・シミュレーションゲーム。

## 概要
- プレーヤーは、ドイツ、アメリカ、イギリス、ソビエトのいずれかの国家を選択しヨーロッパの覇権を争う。勝敗は勝利得点が200点以上に達するか又は、連合国の国家がドイツの首都ベルリンを陥落、あるいは枢軸国がイギリスの首都ロンドンを陥落させた場合に決する。
- 補給ラインの概念を導入しており、補給拠点から伸びている補給ラインの途中で敵国に占領されている場合には、その先にある味方ユニットは補給されずに攻撃力、防御力が低下する。
- ゲームの構成がシンプルで長期間のシナリオを選択しても3、4時間ほどで終了する。
- パルチザンの発生率は史実に忠実で、たとえば、ユーゴスラビアは暴動発生ポイント1以上でパルチザンが発生しやすくなり、フランスやポーランド、ソビエト、イラク等では暴動発生ポイント40から60以上で発生しやすくなるが、北アフリカやイタリアでは暴動発生ポイント100でもパルチザンは発生しない。
- 7つの海域（北海、バルト海、イギリス海峡、大西洋、西地中海、東地中海、黒海）が設定されており、船舶ユニットの移動、出港、帰港及び戦車ユニット、歩兵ユニットの上陸の基準となる。

## ゲームの進行
一年間は4ステージ（春、夏、秋、冬）から構成され、その各ステージは以下の4つのフェイズから構成される。

### 世界情勢フェイズ

#### イギリス海峡間での戦闘
ドイツが生産したUボート、戦略爆撃機並びに、イギリスが生産した護衛艦、戦略爆撃機及び、アメリカが生産した戦略爆撃機の戦闘がイギリス海峡間で行われるフェイズ。アニメーションでの自動戦闘シーンとなりプレーヤーはその戦闘結果をみるだけとなる。
ドイツの戦略爆撃機とイギリス、アメリカの戦略爆撃機の合計の多い国家が少ない国家（ドイツ又はイギリス）を攻撃することになり、相手国家の工業力を低下させる。
ドイツのUボートがイギリスの護衛艦を攻撃し、イギリスの生産力を低下させる。ドイツの生産力が低下することはない。

#### イベントの発生
各種イベントが発生する。なかには史実にはないイベントも発生する（例：日本が真珠湾攻撃をせず、ソビエトに宣戦布告をし、ウラジオストクを占領する。など）。

### 政治計画フェイズ

#### 外交交渉
外交交渉では、同盟締結、同盟破棄、停戦交渉、他国援助、宣戦布告コマンドを実行できる。
同盟締結友好度が高い交戦状態にない国家と締結でき、締結した場合には宣戦布告コマンドを使用できなくなり、勝利ポイントが上昇する。対CPUでは、友好度が概ね90以上で成功しやすくなる。
同盟破棄同盟締結している国家に対して行えるコマンド。同盟破棄をした場合には宣戦布告コマンドを使用できるようになり、勝利ポイントが低下する。
停戦交渉交戦状態にある国家に対して行えるコマンド。停戦交渉に成功した場合には敵国が中立国に変わり、敵国に存在していた自国のユニットがすべて消滅する。友好度が95以上で成功しやすくなる。
他国援助交戦状態にない国家に対して行えるコマンド。実行すると相手国家の総生産力及び友好度が上昇する。
宣戦布告交戦状態及び同盟状態にない国家に対して行えるコマンド。実行すると相手国家と交戦状態になり、勝利ポイントが低下する。

#### 諜報活動
諜報活動では、警察強化、動乱支援、情報統制、他国調査コマンドを実行できる。
警察強化自国の暴動発生ポイントを低下させ、自国の占領地域においてパルチザンの発生する確率が減少する。
動乱支援相手国家の暴動発生ポイントを上昇させ、相手国家の占領地域においてパルチザンの発生する確率が上昇する。
情報統制相手国家の自国に対する情報力を低下させるコマンド。
他国調査相手国家の情報力を上昇させるコマンド。相手国家の情報力が上昇すると相手国家の国際世論や国民支持等の情報を見ることができるようになる。

### 軍事作戦フェイズ

#### 移動
戦車や歩兵ユニットについては、通常移動と戦略移動の方法がある。通常移動とは隣接するHEXを3から4マスまで移動できる方法である。戦略移動とは連続する補給ライン上を移動する方法で移動距離に制限はないが、補給ラインに隣接するHEXに敵国ユニットが存在している場合には移動不可という方法である。戦車ユニットは2回移動ができる。
航空機ユニットは、都市間の移動となり、移動距離に制限はない。
船舶ユニットは、海域移動により海域間の移動となる（上記概要を参照）。

#### 戦闘
戦闘シーンは、アニメーションによる自動戦闘シーンとなる。
敵国の1つのユニットに対して自国の複数のユニットで攻撃を仕掛けること（電撃作戦）が可能で、戦車ユニットは2回戦闘を仕掛けることが可能である。船舶ユニットのみで戦闘を仕掛けた場合、敵国の船舶ユニットを見つけることができない場合があるが、自国の航空機ユニットと合わせて攻撃を仕掛けると必ず戦闘に持ち込むことができる。

### 軍備生産フェイズ

#### 技術投資
総生産力を使用することにより、戦車、歩兵、航空機、船舶の各ユニットの攻撃力及び総工業力を上昇させることができる。一回での最大の投資額は各99までであり、技術力の最大は各200までである。

#### ユニットの生産
総生産力と総工業力を使用して各ユニットの生産及び、戦略爆撃機の生産（ドイツ、イギリス、アメリカのみ）、Uボートの生産（ドイツのみ）、護衛艦の生産（イギリスのみ）をすることができる。

#### 人事任命
戦車ユニットや歩兵ユニットには、下記司令官の任命や解任をすることができ、司令官が任命されているユニットは攻撃力や防御力等が上昇する。

## シナリオ名
- 第二次欧州大戦
  - 期間：1939秋 - 1946冬
  - 担当可能国：独英ソ米
- 世界大戦
  - 期間：1942春 - 1946冬
  - 担当可能国：独英ソ米
- ポーランド侵攻
  - 期間：1939秋 - 1941春
  - 担当可能国：独英
- バルバロッサ
  - 期間：1941夏 - 1943春
  - 担当可能国：独英ソ
- D-DAY
  - 期間：1944春 - 1945冬
  - 担当可能国：独英ソ米

## 登場する国家
- プレイできる国家（ドイツ、アメリカ、イギリス、ソビエト）のほか、フランス、イタリア、スペイン、アイルランド、ポルトガル、フィンランド、ノルウェー、スウェーデン、オランダ、ベルギー、スイス、デンマーク、ポーランド、ハンガリー、ユーゴスラビア、ルーマニア、ブルガリア、ギリシア、トルコの合計23ヶ国が登場する。第二次世界大戦の参戦国も参照。

## 登場国家の首都と指導者
登場国家は、首都を敵国に占領された時点で、無条件降伏した状態となり、首都を占領された国家が保有していた首都を含む全ての都市が、首都を占領した敵国の保有となる。また、同時に、首都を占領された国家のユニットもマップ上から全て消え去る。
登場国家には、指導者がおり、イベントの発生で交代する場合がある。プレーヤーがソビエトを担当する場合は最初に宣戦布告した相手国によって連合国・枢軸国のいずれにもなることができる。
- アメリカ
  - 1938-1940 - フランクリン・ルーズベルト
  - 1940-1944 - フランクリンルーズベルトまたはウェンデル・L・ウィルキー（1940年の大統領選挙による）
  - 1944-1945 - ハリー・S・トルーマン
- イギリス
  - ネヴィル・チェンバレン
  - ウィンストン・チャーチル（国民支持率の低下により登場）
- ドイツ
  - アドルフ・ヒトラー
  - ヘルマン・ゲーリング（国民支持率の低下により総統暗殺事件発生後登場）
- フランス
  - ポール・レノー
  - フィリップ・ペタン（国民支持率の低下により登場。ヴィシー政権ながら連合国のまま継戦）
- ソヴィエト
  - ヨシフ・スターリン
- イタリア
  - ベニート・ムッソリーニ
- ポーランド
  - エドヴァルト・リッツ＝シミグウィ
- ハンガリー
  - ホルティ・ミクローシュ
- ルーマニア
  - カロル2世
- ユーゴスラヴィア
  - ドラギシャ・ツヴェトコヴィッチ（英語版）
- ブルガリア
  - ゲオルギ・ディミトロフ（実際の元首としての任期は戦後）
- ギリシャ
  - イオアニス・メタクサス
- トルコ
  - イスメト・イノニュ
- フィンランド
  - ウルホ・ケッコネン（実際の元首としての任期は戦後）
- スウェーデン
  - ペール・アルビン・ハンソン
- ノルウェー
  - ホーコン7世
- デンマーク
  - トルヴァルト・スタウニング
- オランダ
  - ウィルヘルミナ
- ベルギー
  - レオポルド3世
- スイス
  - アンリ・ギザン
- スペイン
  - フランシスコ・フランコ
- ポルトガル
  - アントニオ・サラザール
- アイルランド
  - エイモン・デ・ヴァレラ